# Nationaal park Bjeshkët e Nemuna

Nationaal park Bjeshkët e Nemuna (Albanees: Parku Kombëtar Bjeshkët e Nemuna/ Servisch: Nacionalni park Prokletije, niet te verwarren met het gelijknamige aangrenzende park in Montenegro) is een nationaal park in Kosovo. 
Het park werd gesticht in 2012 en is 624,8 vierkante kilometer groot. Het ligt op het grondgebied van de gemeentes Gjakova, Junik, Peja, Deçan en Istog. Het landschap bestaat uit bergen in de zogenaamde Albanese Alpen, waar het aansluit op het nationaal park Prokletije in Montenegro, het Nationaal park Alpet e Shqipërisë  (Albanië). Het langeafstandswandelpad Peaks of the Balkans Trail loopt door het gebied.